# 邊憲
邊憲（1464年—1524年），字汝成，號桂巖，直隸河間府任丘縣人，官籍，明朝政治人物。邊永之孫，邊鏞之子，邊寭之兄。

## 生平
成化十九年（1483年）癸卯科順天府鄉試舉人，二十年（1484年）联捷甲辰科進士。授山東青州府推官，弘治七年（1494年）十二月實授湖廣道監察御史，十二年（1499年）巡按山西，出為淮安府知府，改鳳陽府知府，正德二年（1507年）正月升浙江按察司副使，五年（1510年）正月升浙江按察使，九月升浙江右布政使，六年（1511年）二月升都察院右副都御史、巡撫山東，同年十二月因剿賊不力，逮下詔獄究問，七年（1512年）閏五月免罪復職，七月引病乞罷。九年（1514年）五月起復為寧夏巡撫，在花馬池紅兒山與蒙古交兵，五日間七次獲勝。十一年（1516年）十二月升南京刑部右侍郎，十四年（1519年）六月改南京戶部右侍郎，十五年（1520年）八月兼都察院右僉都御史、督餉宣府，丁憂歸。
嘉靖二年（1523年）正月起復為南京戶部右侍郎，十一月升南京刑部尚書，三年（1524年）六月改任都察院左都御史，十月卒，享年六十一。

## 家族
曾祖邊福聚，贈都察院左副都御史；祖父邊永，戶部郎中，贈都察院左副都御史；父邊鏞，南京刑部右侍郎。母王氏（贈淑人）；继母徐氏（封淑人）。慈侍下。兄邊宗（监生）；邊寅（主簿，封主事）。弟邊寭，都察院右副都御史。弟邊寧（贡士）；邊宓（监生）；邊守。